# Loammi Baldwin

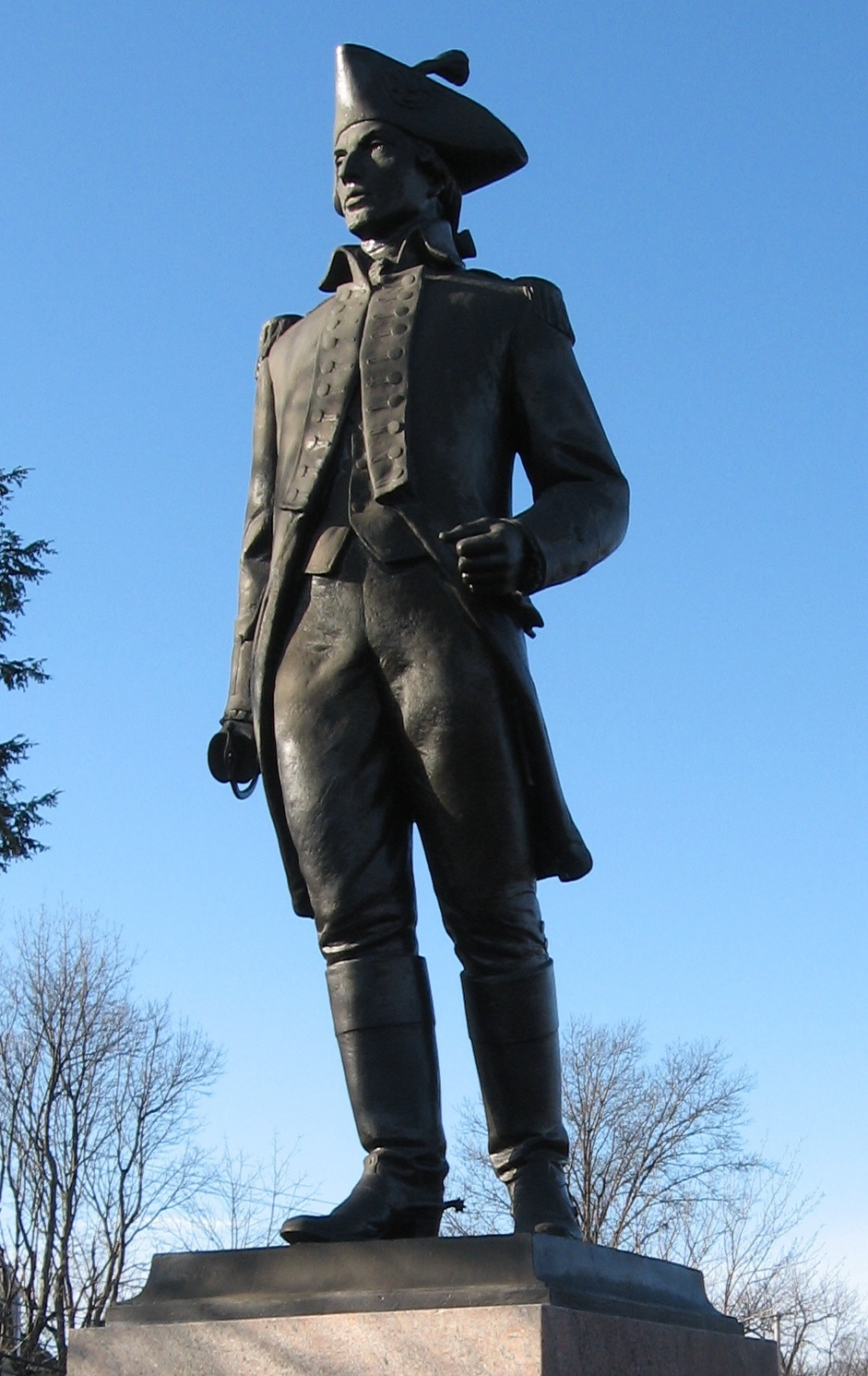
Statue von Loammi Baldwin in Woburn, Massachusetts

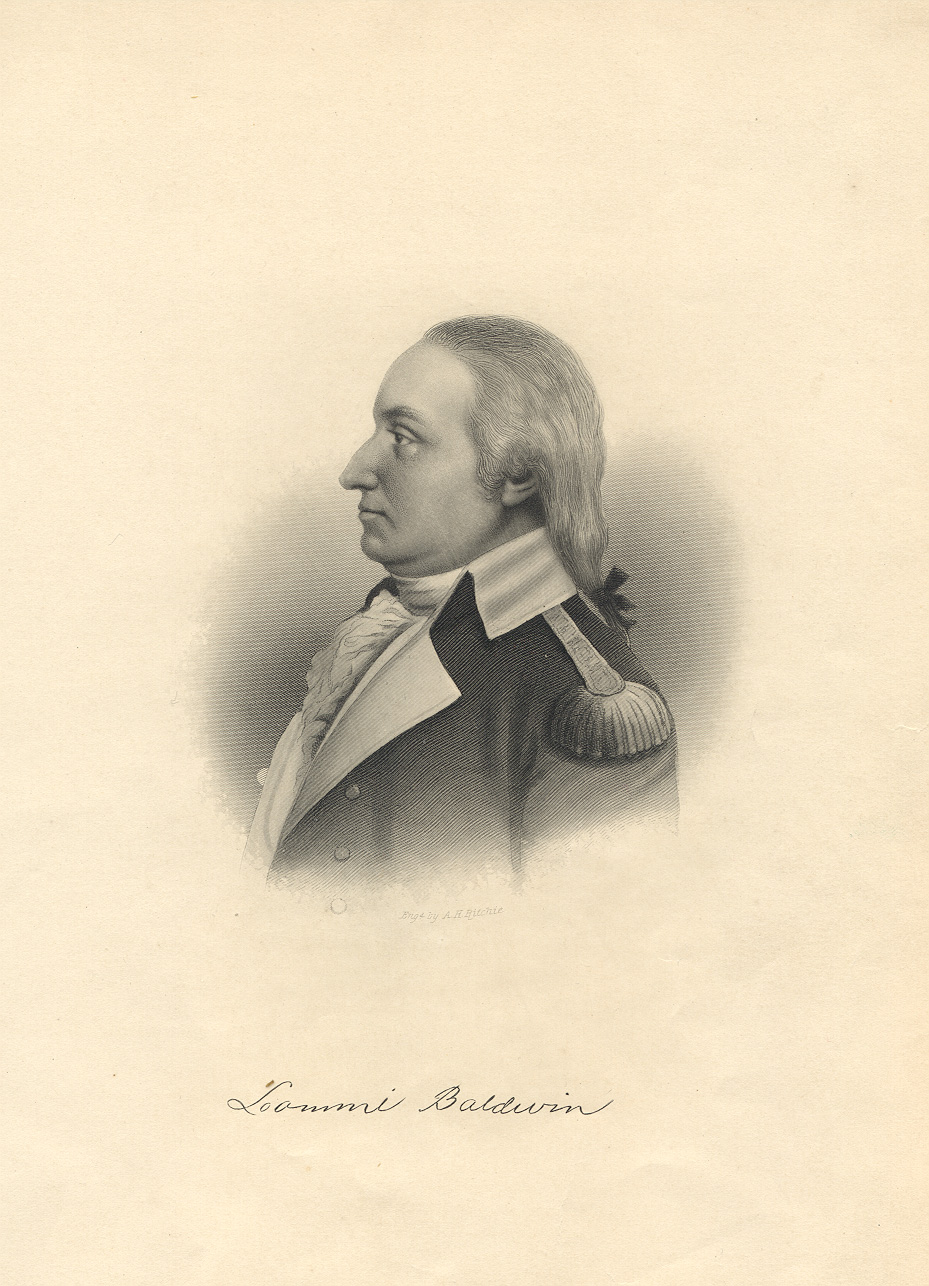
Loammi Baldwin

Loammi Baldwin (* 10. Januar 1744 oder 21. Januar 1745 in Woburn, Massachusetts; † 20. Oktober 1807) war ein bedeutender US-amerikanischer Ingenieur, Politiker sowie Oberst im Amerikanischen Unabhängigkeitskrieg.
Baldwin ist bekannt als der Vater des amerikanischen Bauingenieurswesens. Er war verantwortlich für den Bau des Middlesex Canals, eines von 1795 bis 1803 in Massachusetts erbauten Schifffahrtskanals. Des Weiteren ist er auch für die Förderung der Verbreitung des Baldwin-Apfels ab 1784 im Nordosten der Vereinigten Staaten bekannt.

## Leben

### Jugend
Baldwin besuchte in seiner Jugend die Mittelschule in Woburn, Massachusetts. Später ging er zusammen mit seinem Freund und Nachbarn Benjamin Thompson nach Cambridge, um die Vorlesungen von Professor John Winthrop am Harvard College zu besuchen. 1785 machte er in Harvard seinen Abschluss als Master of Arts.

### Militärische Laufbahn
Im Jahr 1774 trat Baldwin in die Armee ein. In den Gefechten von Lexington und Concord befahl er als Major die Milizen aus Woburn, insgesamt 180 Mann. Zu Beginn des Amerikanischen Unabhängigkeitskriegs kämpfte er im 26. Kontinental-Regiment unter dem Befehl von Oberst Samuel Gerrish. Hier stieg er schnell zum Oberstleutnant auf. Nach Oberst Gerrishs Rücktritt im August 1775 wurde Baldwin zum Befehlshaber des Regiments und bald darauf zum Oberst ernannt. Bis Ende des Jahres 1775 blieben er und seine Männer in der Nähe von Boston, bevor sein Regiment im April 1776 nach New York City befohlen wurde. Hier kämpfte er mit seinem Regiment unter anderem in der Schlacht von Pell’s Point. Des Weiteren unterstützten sie George Washington und seine Armee bei der Überquerung des Delaware River nach New Jersey in der Nacht vom 25. und auf den 26. Dezember 1776 sowie in der Schlacht von Trenton am darauffolgenden Tag. Im Jahr 1777 trat Baldwin aus gesundheitlichen Gründen aus der Armee aus.

### Politische Karriere
Baldwin wurde zwischen 1780 und 1796 in verschiedene öffentliche Ämter gewählt. Unter anderem vertrat er Woburn von 1778 bis 1784 im Massachusetts General Court. 1780 wurde er zum Hohen Sheriff von Middlesex County ernannt und war damit der erste Sheriff, der nach der Verabschiedung der neuen Verfassung amtierte. Im Jahr 1794 war er Kandidat für die Wahl zum US-Repräsentantenhaus.

### Ingenieur
1782 wurde Baldwin zum Mitglied der American Academy of Arts and Sciences gewählt. Seine Werke als Mitglied der Academy behandeln unter anderem frühe Experimente mit Elektrizität.
Baldwin begann zusammen mit seinen ältesten Söhnen 1794 mit dem Bau des Middlesex Canal, der nach neun Jahren Errichtungszeit 1803 eröffnet wurde. Später arbeitete er an Bostons Befestigungen.

## Familie
Loammi Baldwin war der Sohn von James Baldwin, einem Zimmermann und Ladenbesitzer, und Ruth Richardson.
Am 9. Juli 1772 heiratete er Mary Fowle († 1786), mit der er fünf Sohne hatte. Nach dem Tod seiner ersten Frau heiratete Baldwin am 26. Mai 1791 Margaret Carter (1747–1799), mit der er einen Sohn und eine Tochter hatte.
Baldwins fünf Söhne Cyrus Baldwin (1773–1854), Benjamin Franklin Baldwin (1777–1821), Loammi Baldwin, Jr. (1780–1834), James Fowle Baldwin (1782–1862) und George Rumford Baldwin (1798–1888) waren ebenfalls bekannte Ingenieure. Cyrus setzte die Arbeit seines Vaters auf dem Middlesex-Kanal als Agent für die Kanalgesellschaft fort. Benjamin arbeitete bis zu seinem frühen Tod im Alter von 43 Jahren an der Boston-Mill-Talsperre.
In Baldwins Zuhause in Woburn, Baldwin House, das 1660 erbaut und ab 1800 erweitert wurde, befindet sich heute ein chinesisches Restaurant.